# Мирољуб Дамјановић
Мирољуб Дамјановић (Лесковац, 25. новембар 1950) бивши је југословенски и српски кошаркаш.

## Играчка каријера
Рођен је у Лесковцу 25. новембра 1950. године. Играо је на позицији крила. Познат је по надимку Дуги. Наступао је за београдски Раднички са којим је освојио титулу државног првака у сезони 1972/73. Играо је у чувеној генерацији са Драгославом Ражнатовићем, Драгим Ивковићем, Срећком Јарићем, Драганом Вучинићем, Милуном Маровићем, а тренер је био Слободан Пива Ивковић. Куп Југославије је освојио 1976. године, а са Радничким се 1977. пласирао у финале Купа победника купова. Играо је још у Сарајеву, а био је професионалац у Швајцарској и Емиратима. Каријеру је завршио у нижеразредном београдском Поштару.
Наступао је за сениорску репрезентацију Југославије. Освојио је злато на Медитеранским играма 1971. године у турском Измиру. Као репрезентативац Југославије био је учесник Олимпијских игара у Минхену 1972. године када је освојено пето место.

## Успеси

### Клупски
- Раднички Београд

Првенство Југославије (1): 1972/73.
Куп Југославије (1): 1976.

### Репрезентативни
- Златне медаље

Медитеранске игре 1971. у Измиру у Турској